# Serie A 1998-1999
La Serie A 1998-1999 è stata la 97ª edizione della massima serie del campionato italiano di calcio (la 67ª a girone unico), disputata tra il 13 settembre 1998 e il 23 maggio 1999 e conclusa con la vittoria del Milan, al suo sedicesimo titolo.
Capocannoniere del torneo è stato Márcio Amoroso (Udinese) con 22 reti.

## Stagione

### Novità
A livello arbitrale, dopo la precedente stagione caratterizzata da varie polemiche circa l'operato dei giudici di gara, FIGC e Lega Calcio tentarono un'innovazione mai testata prima nella storia del campionato italiano: il sorteggio integrale, in sostituzione del precedente designatore; l'idea (teoricamente volta ad assicurare l'imparzialità) fu applicata «a fasce», ovvero per la massima serie e per il campionato cadetto. Il tentativo, messo in atto nonostante il parere contrario della CAN, non riscosse però successo e anzi esacerbò ancora più le polemiche verso l'operato della classe arbitrale, finendo per essere accantonato già l'anno dopo.
Dal punto di vista regolamentare, dopo un vaglio aperto nei primi mesi del 1998, fu approvata l'espulsione diretta per il fallo da dietro.
Il campionato vide riaffacciarsi due piazze storiche assenti da tempo: la Salernitana si riaffacciava in massima divisione a mezzo secolo dal suo primo e fin lì unico precedente, mentre il Venezia risaliva dopo un'assenza di trentuno anni. Si ripresentarono, invece, dopo un solo anno di assenza Cagliari e Perugia, quest'ultimo dopo avere superato il Torino nello spareggio promozione.
Per quanto riguarda l'aspetto commerciale, la TIM divenne lo sponsor unico delle competizioni calcistiche nazionali.

### Calciomercato

#### Sessione estiva

Oliver Bierhoff, capocannoniere uscente e neoacquisto di un in cerca di rivalsa, emerse con 19 gol tra i protagonisti dello scudetto rossonero.

L'Inter di Massimo Moratti, ancora a caccia del primo scudetto della sua gestione, affiancò a Ronaldo un Roberto Baggio apparso ritrovato dopo l'annata trascorsa a Bologna, dando inoltre fiducia a due promesse quali Pirlo e Ventola, punti fermi dell'Under-21 prelevati, rispettivamente, da Brescia e Bari. Il Parma tentò la sua ennesima scalata al titolo in questo decennio, affidando al giovane allenatore Alberto Malesani una formazione che vide gli innesti di due ex doriani, l'argentino Verón e il fresco campione del mondo transalpino Boghossian, oltre al nazionale Fuser prelevato dalla Lazio. I campioni in carica della Juventus, in controtendenza rispetto alle precedenti stagioni, stavolta lasciarono quasi immutato l'organico scudettato, limitandosi a operazioni di secondo piano e continuando a riporre fiducia nelle giocate di Zidane, di lì a breve insignito del Pallone d'oro, e nel tandem offensivo Inzaghi-Del Piero.
Una Lazio in continua crescita si rinforzò invece in ogni reparto con Couto e Mihajlović in difesa, Conceição e Stanković a centrocampo, e la coppia Salas-Vieri in attacco. I concittadini della Roma, al contrario, operarono a fari spenti segnalandosi perlopiù per l'ingaggio del fantasista russo Aleničev. Il Milan, in una fase di transizione dopo l'ultimo deludente biennio, passò nelle mani dell'emergente Alberto Zaccheroni il quale si portò dietro dall'Udinese Helveg e Bierhoff, questo ultimo capocannoniere uscente, mentre la Fiorentina, confermato il tandem offensivo tutto sudamericano Batistuta-Edmundo, non nascose velleità di alta classifica ingaggiando il plurititolato tecnico Giovanni Trapattoni.

Da sinistra: Giuseppe Signori, rigeneratosi sottorete con la maglia del, e il giapponese Hidetoshi Nakata, neoacquisto del e assurto tra le rivelazioni del torneo.

La Sampdoria, apparsa ridimensionata dalla cessione di alcuni preziosi giocatori, si aggrappò alle reti del confermato Montella cui venne affiancato il fantasista argentino Ortega, mentre in panchina scommise su Luciano Spalletti il quale lasciò Empoli dove aveva ben figurato negli anni passati. Il Bologna si affidò invece al navigato allenatore Carlo Mazzone, accogliendo in attacco un Signori in cerca di rivalsa dopo l'addio alla Lazio e lo spento semestre in blucerchiato. Tra le provinciali, il Piacenza fece esordire in massima serie Simone Inzaghi, fratello di Filippo, mentre la Salernitana nella sessione autunnale riportò in Italia il promettente Gattuso; destò infine curiosità e interesse l'esotico ingaggio del giapponese Nakata da parte del neopromosso Perugia, una scommessa che seppure accolta dal calcio italiano tra iniziali perplessità, si rivelerà presto vincente.

#### Sessione invernale
Nel mercato di riparazione si segnalò la Juventus che, onde invertire il trend negativo della prima parte di stagione oltreché sopperire all'assenza forzata di Del Piero, strappò al Monaco il talentuoso Henry; tuttavia, catapultato in una squadra alla fine di un ciclo, il francese non riuscirà a fare la differenza lasciando più di un rimpianto circa la sua breve esperienza torinese. L'altra big stagionale in crisi, l'Inter, acquistò il terzino croato Šimić dalla Dinamo Zagabria e sfoltì l'attacco con la cessione di Recoba al Venezia: un'operazione, quest'ultima, che farà la fortuna dei lagunari trascinandoli verso un positivo girone di ritorno.

Da sinistra: l'attaccante francese Thierry Henry, rinforzo juventino di metà stagione, ma incapace di fare la differenza in una squadra all'epilogo del primo ciclo Lippi, discute con il tecnico viareggino di lì a breve dimissionario: due protagonisti, loro malgrado, della deludente stagione dei campioni uscenti.

Per quanto concerne la lotta scudetto, le contendenti si limitarono al piccolo cabotaggio: in particolare, la Lazio riportò in Italia l'esterno Lombardo dal Crystal Palace, mentre il Milan rinforzò le seconde linee del centrocampo con l'ex parmense Giunti. Delusione in casa Roma per il brasiliano Fábio Júnior, attaccante messosi in mostra in patria nel Cruzeiro: avventatamente presentato all'arrivo nella capitale come «il nuovo Ronaldo», al contrario il neogiallorosso non riuscì minimamente a incidere nel campionato italiano.
La zona salvezza vide molto attivo il Perugia che quasi rivoluzionò il proprio organico, con gli innesti più fruttuosi nel portiere Mazzantini e nell'attaccante ecuadoriano Kaviedes. Badarono alla difesa Piacenza, Salernitana e Sampdoria, rinforzatesi rispettivamente con l'ex romanista Statuto, l'ex interista Fresi e l'ex ducale Lassissi; i doriani, nel frattempo scivolati nel pieno della lotta per non retrocedere, cercarono di risollevarsi anche con l'innesto in mediana del brasiliano Doriva. Il Vicenza puntò invece sulla voglia di rivalsa di Negri, centravanti reduce da un periodo tribolato ai Rangers.

### Avvenimenti

#### Girone di andata
Il torneo successivo ai Mondiali di Francia aprì i battenti il 12 settembre 1998. Principali favorite alla vittoria parevano essere la Juventus campione uscente e l'Inter, in una possibile riproposizione dell'acceso dualismo che aveva caratterizzato l'edizione precedente. In avvio fu invece la Fiorentina a mettersi in luce, trascinata da un Batistuta autore di una media-gol da record – saranno 17 le sue reti nelle prime 17 gare di campionato – e segnalandosi tra l'altro per la netta affermazione del terzo turno in casa di un Milan ancora in cerca d'identità (1-3).

Da sinistra: la di Gabriel Batistuta, capace di siglare 17 reti in altrettante gare del girone di andata, tornò dopo quasi vent'anni a lottare per lo scudetto, scontrandosi tra le altre con il del neoacquisto e connazionale Juan Sebastián Verón.

I bianconeri parvero poter rintuzzare il tentativo di fuga dei viola, mentre l'autunno coincise col prematuro abbandono delle zone di vertice da parte dei nerazzurri, i quali pagarono la precaria condizione fisica del loro numero nove Ronaldo. Alla settima giornata, approfittando del crollo toscano contro un Parma a sua volta riconosciuto quale possibile outsider, la Juventus prese il comando solitario. Tuttavia il primato dei piemontesi non durò che una settimana, poiché il pareggio di Udine costò l'immediato sorpasso gigliato e, cosa peggiore, la perdita del loro numero dieci Del Piero, gravemente infortunatosi, per il resto della stagione; improvvisamente smarritisi, già a fine novembre i torinesi dovettero abdicare nella difesa del titolo.
Traendo quindi vantaggio dall'improvviso rallentamento juventino, nelle settimane seguenti gli uomini di Trapattoni confermarono il buon momento battendo proprio le due favorite della vigilia. A inseguirli, sul finire del girone di andata, si ritrovarono il Parma e, entrambe in ripresa dai loro avvii stentati, la Lazio, risalita da metà classifica grazie a una serie di nove vittorie consecutive (tra cui il successo esterno sulla Juventus e la vittoria casalinga sulla Fiorentina), e il nuovo Milan di Zaccheroni. A conquistare il platonico titolo d'inverno, malgrado la summenzionata battuta d'arresto del 10 gennaio 1999 con i biancocelesti, furono i viola, avanti di tre punti su Lazio e Parma e di cinque sul Milan. Sul fondo invece lamentavano gravi assilli di classifica le neopromosse Venezia e Salernitana, mentre anche la Sampdoria, ormai lontana dai suoi anni migliori, si ritrovava impelagata nella lotta per non retrocedere.

#### Girone di ritorno

Il centravanti brasiliano Márcio Amoroso dell' (a sinistra), capocannoniere con 22 reti.

Con l'inizio del girone di ritorno emerse dal gruppo delle inseguitrici la Lazio, che nel frattempo aveva ritrovato l'apporto sia del capitano Nesta sia del bomber Vieri. Il 14 febbraio, pur uscita a reti bianche dal Sant'Elia, la compagine biancoceleste agganciò la Fiorentina battuta a Udine; la settimana seguente, superando all'Olimpico un'Inter in piena crisi, e in cui non aveva sortito effetti l'avvicendamento in panchina tra Simoni e Mircea Lucescu, staccò i viola bloccati in casa dalla Roma.
Nel giro di un mese i capitolini guadagnarono un consistente vantaggio, che arrivò fino a +7 sulla più diretta rivale, un Milan sempre più pimpante ma considerato ormai troppo attardato per tentare la rincorsa. Approfittando della flessione di una Fiorentina menomata in avanti sia dall'infortunio di Batistuta sia dalla saudade di un Edmundo da tempo in rotta con la società, nonché di un Parma distratto dagli impegni di coppa, l'undici di Sven-Göran Eriksson sembrava rimasto senza rivali: una situazione che parve cristallizzarsi il 3 aprile, quando lo scontro diretto di Roma terminò, favorevolmente per i padroni di casa, a reti inviolate.

Da sinistra: Christian Vieri e Marcelo Salas, rinnovato tandem d'attacco di una Lazio che contese lo scudetto fino all'ultima giornata.

Tuttavia nelle settimane successive i biancocelesti andarono incontro a due sconfitte casalinghe, dapprima nel derby e poi contro un'altalenante Juventus che, chiuso bruscamente un ciclo della propria storia con le dimissioni di Lippi, aveva anticipato il già programmato arrivo di Carlo Ancelotti onde tentare di salvare la stagione; contemporaneamente, vincendo a San Siro contro il Parma e al Friuli contro l'Udinese, i rossoneri – nelle cui file si stava mettendo sempre più in evidenza il ventunenne portiere Abbiati, lanciato titolare dopo una pesante squalifica comminata al più esperto Rossi – riaprirono i giochi portandosi a −1 dalla vetta.
Con il distacco tra le due battistrada che rimase invariato per le successive tre giornate, decisivo fu il penultimo turno, anticipato a sabato 15 maggio: mentre il Milan superò facilmente in casa un demotivato e già retrocesso Empoli, la Lazio non andò oltre il pari a Firenze, facendosi scavalcare dai meneghini proprio in vista della giornata conclusiva. Otto giorni dopo i biancocelesti vinsero 2-1 contro il Parma, risultato che tuttavia non bastò per il tricolore poiché i rossoneri passarono al Curi di Perugia con il medesimo risultato, cucendosi sul petto uno degli scudetti più inaspettati della loro storia; i capitolini secondi classificati vinsero comunque l'ultima edizione della Coppa delle Coppe e, come accadrà a Fiorentina e Parma dopo i preliminari estivi, ottennero l'accesso alla nuova Champions League ideata dall'UEFA.

Álvaro Recoba, autore di 10 gol in 19 gare con la maglia del : arrivato in Laguna nel mercato invernale, con le sue prestazioni il fantasista uruguaiano rivitalizzò i veneti trascinandoli a un'insperata salvezza.

Stagione da dimenticare, inversamente, per le due favorite della vigilia, Juventus e Inter, che a corollario di due percorsi fallimentari mancarono anche l'ultimo obiettivo rimasto loro, la qualificazione alla Coppa UEFA, svanita negli spareggi di fine campionato: i bianconeri, a pari punti con l'Udinese, furono puniti nel doppio confronto dalla regola dei gol in trasferta, venendo così relegati all'accessoria Coppa Intertoto UEFA; ai nerazzurri, ottavi – e che peraltro chiusero l'annata guidati da Roy Hodgson, dopo che a marzo il traghettatore Luciano Castellini era temporaneamente subentrato all'altresì esonerato Lucescu –, era invece rimasta la possibilità di guadagnarsi un posto in Europa grazie al percorso in Coppa Italia (che vedeva le finaliste Fiorentina e Parma già qualificate in Champions League), eventualità tuttavia resa vana da due sconfitte senza appello contro l'altra semifinalista Bologna.
In coda cadde l'Empoli, penalizzato per un presunto tentativo d'illecito nei confronti della Sampdoria, e similmente finì il fugace periodo d'oro vissuto dal Vicenza in questo decennio. Fu effimera la permanenza di una Salernitana condannata all'ultima giornata dal pareggio nello scontro diretto del Garilli con il Piacenza, da par suo salvatosi anche grazie al buon bottino sottorete di Simone Inzaghi; i campani furono incapaci di approfittare della concomitante sconfitta dell'altra rivale diretta, il Perugia della rivelazione Nakata, caduto contro il Milan neoscudettato ma, ciò nonostante, ugualmente salvo.

Paolo Maldini festeggia sul terreno di Perugia la vittoria dello scudetto, il primo da capitano del Milan.

A sorpresa, una crisi di risultati costò la retrocessione anche alla blasonata Sampdoria, che pose fine a un'epoca ricca di successi ritrovando suo malgrado la serie cadetta dopo diciassette anni. Si salvò invece il Venezia: i veneti di Walter Novellino, frettolosamente dati per spacciati al giro di boa, invertirono la rotta grazie a un ottimo girone di ritorno coinciso con l'arrivo in Laguna, in gennaio, del fantasista Álvaro Recoba finito nel frattempo ai margini della rosa interista.
Per il secondo anno consecutivo il titolo di capocannoniere fu appannaggio di un calciatore dell'Udinese, il brasiliano Márcio Amoroso, autore di 22 gol.

##### I fatti dopo Piacenza-Salernitana
Proprio all'ultima giornata, il campionato conobbe un risvolto negativo: si concluse, infatti, in maniera tragica per la Salernitana e, in particolar modo, la sua tifoseria. Sul campo, il club campano fallì la permanenza in A dopo un inutile 1-1 a Piacenza, in una partita che vide gli ospiti recriminare per alcune decisioni arbitrali; già successivamente al fischio finale scoppiò una rissa sul terreno di gioco, tra calciatori e sostenitori di entrambe le parti e col direttore di gara Bettin scortato da agenti di polizia.
Dopo la gara, sul treno speciale 1681 diretto verso Salerno, si ritrovarono ammassati in fretta e furia circa 1 500 supporter granata, protagonisti di alcuni attimi di tensione nei pressi della stazione di Bologna nonché di atti vandalici all'interno delle carrozze. Nel tratto di Nocera Inferiore, presso la galleria Santa Lucia, scoppiò un incendio sul convoglio; ovunque vi fu una gran fuoriuscita di fiamme e fumo, ma il macchinista riuscì a portare il mezzo alla stazione salernitana, sganciando i rimorchi. Quest'ultimo tentativo non servì tuttavia a evitare la tragedia: tra le carcasse del convoglio, precisamente nella carrozza n. 5, vennero rinvenuti i corpi carbonizzati di quattro giovani tifosi campani, Ciro Alfieri, Vincenzo Lioi, Giuseppe Diodato e Simone Vitale, morti nel rogo provocato da alcuni ultras che verranno in seguito identificati e arrestati con l'accusa di omicidio volontario e incendio doloso.

## Squadre partecipanti

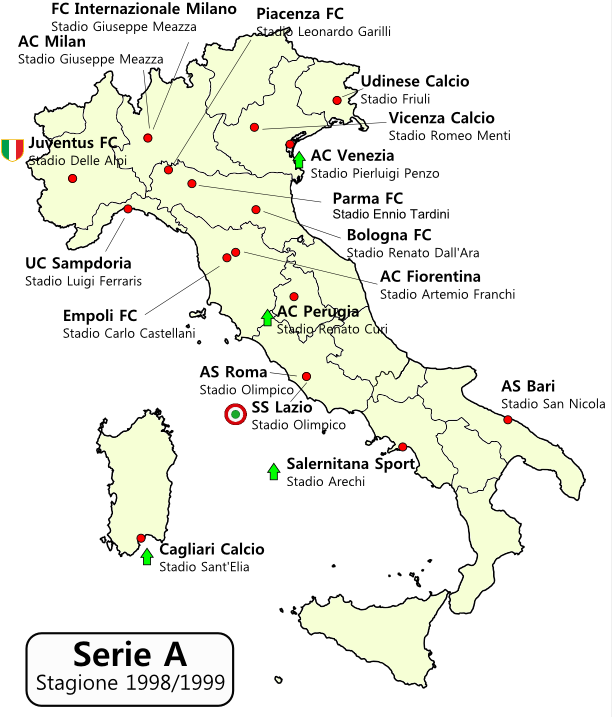
Ubicazione delle squadre della Serie A 1998-1999

| Club        | Stagione | Città    | Stadio                  | Stagione precedente           |
| ----------- | -------- | -------- | ----------------------- | ----------------------------- |
| Bari        | dettagli | Bari     | Stadio San Nicola       | 11º posto in Serie A          |
| Bologna     | dettagli | Bologna  | Stadio Renato Dall'Ara  | 8º posto in Serie A           |
| Cagliari    | dettagli | Cagliari | Stadio Sant'Elia        | 3º posto in Serie B, promosso |
| Empoli      | dettagli | Empoli   | Stadio Carlo Castellani | 12º posto in Serie A          |
| Fiorentina  | dettagli | Firenze  | Stadio Artemio Franchi  | 5º posto in Serie A           |
| Inter       | dettagli | Milano   | Stadio Giuseppe Meazza  | 2º posto in Serie A           |
| Juventus    | dettagli | Torino   | Stadio delle Alpi       | 1º posto in Serie A           |
| Lazio       | dettagli | Roma     | Stadio Olimpico di Roma | 7º posto in Serie A           |
| Milan       | dettagli | Milano   | Stadio Giuseppe Meazza  | 10º posto in Serie A          |
| Parma       | dettagli | Parma    | Stadio Ennio Tardini    | 6º posto in Serie A           |
| Perugia     | dettagli | Perugia  | Stadio Renato Curi      | 4º posto in Serie B, promosso |
| Piacenza    | dettagli | Piacenza | Stadio Leonardo Garilli | 13º posto in Serie A          |
| Roma        | dettagli | Roma     | Stadio Olimpico di Roma | 4º posto in Serie A           |
| Salernitana | dettagli | Salerno  | Stadio Arechi           | 1º posto in Serie B, promosso |
| Sampdoria   | dettagli | Genova   | Stadio Luigi Ferraris   | 9º posto in Serie A           |
| Udinese     | dettagli | Udine    | Stadio Friuli           | 3º posto in Serie A           |
| Venezia     | dettagli | Venezia  | Stadio Pierluigi Penzo  | 2º posto in Serie B, promosso |
| Vicenza     | dettagli | Vicenza  | Stadio Romeo Menti      | 14º posto in Serie A          |

## Allenatori e primatisti
| Squadra     | Allenatore                                                                                           | Calciatore più presente                                                                 | Cannoniere             |
| ----------- | --- | --------------------------------------------------------------------------------------- | ---------------------- |
| Bari        | Eugenio Fascetti                                                                                     | Daniel Andersson, Luigi Garzya (33)                                                     | Phil Masinga (11)      |
| Bologna     | Carlo Mazzone                                                                                        | Francesco Antonioli (32)                                                                | Giuseppe Signori (15)  |
| Cagliari    | Gian Piero Ventura                                                                                   | Gaetano Vasari (33)                                                                     | Roberto Muzzi (16)     |
| Empoli      | Mauro Sandreani (1ª-21ª) Corrado Orrico (22ª-34ª)                                                    | Stefano Bianconi (33)                                                                   | Arturo Di Napoli (11)  |
| Fiorentina  | Giovanni Trapattoni                                                                                  | Jörg Heinrich, Francesco Toldo (34)                                                     | Gabriel Batistuta (21) |
| Inter       | Luigi Simoni (1ª-11ª) Mircea Lucescu (12ª-26ª) Luciano Castellini (27ª-30ª) Roy Hodgson (31ª-34ª)    | Javier Zanetti (34)                                                                     | Ronaldo (14)           |
| Juventus    | Marcello Lippi (1ª-20ª) Carlo Ancelotti (21ª-34ª)                                                    | Angelo Di Livio (33)                                                                    | Filippo Inzaghi (13)   |
| Lazio       | Sven-Göran Eriksson                                                                                  | Luca Marchegiani (34)                                                                   | Marcelo Salas (15)     |
| Milan       | Alberto Zaccheroni                                                                                   | Oliver Bierhoff (34)                                                                    | Oliver Bierhoff (19)   |
| Parma       | Alberto Malesani                                                                                     | Gianluigi Buffon, Lilian Thuram (34)                                                    | Hernán Crespo (16)     |
| Perugia     | Ilario Castagner (1ª-20ª) Vujadin Boškov (21ª-34ª)                                                   | Milan Rapaić (34)                                                                       | Hidetoshi Nakata (10)  |
| Piacenza    | Giuseppe Materazzi                                                                                   | Gian Paolo Manighetti (33)                                                              | Simone Inzaghi (15)    |
| Roma        | Zdeněk Zeman                                                                                         | Eusebio Di Francesco, Damiano Tommasi (33)                                              | Marco Delvecchio (18)  |
| Salernitana | Delio Rossi (1ª-26ª) Francesco Oddo (27ª-34ª)                                                        | Daniele Balli, Dražen Bolić, Alessandro Del Grosso, Marco Di Vaio, Ighli Vannucchi (31) | Marco Di Vaio (12)     |
| Sampdoria   | Luciano Spalletti (1ª-13ª) Giorgio Veneri e David Platt (D.T.) (14ª-19ª) Luciano Spalletti (20ª-34ª) | Francesco Palmieri (33)                                                                 | Vincenzo Montella (12) |
| Udinese     | Francesco Guidolin                                                                                   | Amoroso, Luigi Turci (33)                                                               | Amoroso (22)           |
| Venezia     | Walter Novellino                                                                                     | Francesco Pedone, Massimo Taibi (33)                                                    | Filippo Maniero (12)   |
| Vicenza     | Franco Colomba (1ª-19ª) Edoardo Reja (20ª-34ª)                                                       | Pierluigi Brivio (33)                                                                   | Marcelo Otero (10)     |

## Classifica finale
|         | Pos. | Squadra     | Pt | G  | V  | N  | P  | GF | GS | DR  |
| ------- | ---- | ----------- | -- | -- | -- | -- | -- | -- | -- | --- |
|         | 1.   | Milan       | 70 | 34 | 20 | 10 | 4  | 59 | 34 | +25 |
|         | 2.   | Lazio       | 69 | 34 | 20 | 9  | 5  | 65 | 31 | +34 |
|         | 3.   | Fiorentina  | 56 | 34 | 16 | 8  | 10 | 55 | 41 | +14 |
|         | 4.   | Parma       | 55 | 34 | 15 | 10 | 9  | 55 | 36 | +19 |
|         | 5.   | Roma        | 54 | 34 | 15 | 9  | 10 | 69 | 49 | +20 |
|         | 6.   | Udinese     | 54 | 34 | 16 | 6  | 12 | 52 | 52 | 0   |
|         | 7.   | Juventus    | 54 | 34 | 15 | 9  | 10 | 42 | 36 | +6  |
|         | 8.   | Inter       | 46 | 34 | 13 | 7  | 14 | 59 | 54 | +5  |
| [ N 2 ] | 9.   | Bologna     | 44 | 34 | 11 | 11 | 12 | 44 | 47 | -3  |
|         | 10.  | Bari        | 42 | 34 | 9  | 15 | 10 | 39 | 44 | -5  |
|         | 11.  | Venezia     | 42 | 34 | 11 | 9  | 14 | 38 | 45 | -7  |
|         | 12.  | Piacenza    | 41 | 34 | 11 | 8  | 15 | 48 | 49 | -1  |
|         | 13.  | Cagliari    | 41 | 34 | 11 | 8  | 15 | 49 | 50 | -1  |
|         | 14.  | Perugia     | 39 | 34 | 11 | 6  | 17 | 43 | 61 | -18 |
|         | 15.  | Salernitana | 38 | 34 | 10 | 8  | 16 | 37 | 51 | -14 |
|         | 16.  | Sampdoria   | 37 | 34 | 9  | 10 | 15 | 38 | 55 | -17 |
|         | 17.  | Vicenza     | 33 | 34 | 8  | 9  | 17 | 27 | 47 | -20 |
|         | 18.  | Empoli (-2) | 20 | 34 | 4  | 10 | 20 | 26 | 63 | -37 |

Legenda:
      Campione d'Italia e qualificato alla prima fase a gironi della UEFA Champions League 1999-2000.
      Qualificato alla prima fase a gironi della UEFA Champions League 1999-2000.
      Qualificate al terzo turno di qualificazione della UEFA Champions League 1999-2000.
      Qualificato al primo turno di Coppa UEFA 1999-2000.
      Ammesse al terzo o al secondo turno di  Coppa Intertoto UEFA 1999.
      Retrocesse in Serie B 1999-2000.
Regolamento:
Tre punti a vittoria, uno a pareggio, zero a sconfitta.
A parità di punti valeva la classifica avulsa, eccetto per l'assegnazione dello scudetto, dei posti salvezza-retrocessione e qualificazione-esclusione dalla Coppa UEFA per i quali era previsto uno spareggio.
Note:
L'Empoli ha scontato 2 punti di penalizzazione in classifica.
La Roma qualificata in Coppa UEFA per classifica avulsa favorevole contro Juventus e Udinese.
L'Udinese vince lo spareggio per il 6º posto, qualificandosi in Coppa UEFA.
Il Perugia ammesso alla Coppa Intertoto UEFA per altrui rinuncia.

### Squadra campione
| Formazione tipo | Giocatori (presenze)         |
| --- | ---------------------------- |
| Abbiati Sala Costacurta Maldini Helveg Albertini Ambrosini Guglielminpietro Boban Bierhoff Weah | Christian Abbiati (18)       |
| Abbiati Sala Costacurta Maldini Helveg Albertini Ambrosini Guglielminpietro Boban Bierhoff Weah | Luigi Sala (24)              |
| Abbiati Sala Costacurta Maldini Helveg Albertini Ambrosini Guglielminpietro Boban Bierhoff Weah | Alessandro Costacurta (29)   |
| Abbiati Sala Costacurta Maldini Helveg Albertini Ambrosini Guglielminpietro Boban Bierhoff Weah | Paolo Maldini (31)           |
| Abbiati Sala Costacurta Maldini Helveg Albertini Ambrosini Guglielminpietro Boban Bierhoff Weah | Thomas Helveg (29)           |
| Abbiati Sala Costacurta Maldini Helveg Albertini Ambrosini Guglielminpietro Boban Bierhoff Weah | Demetrio Albertini (29)      |
| Abbiati Sala Costacurta Maldini Helveg Albertini Ambrosini Guglielminpietro Boban Bierhoff Weah | Massimo Ambrosini (26)       |
| Abbiati Sala Costacurta Maldini Helveg Albertini Ambrosini Guglielminpietro Boban Bierhoff Weah | Andrés Guglielminpietro (21) |
| Abbiati Sala Costacurta Maldini Helveg Albertini Ambrosini Guglielminpietro Boban Bierhoff Weah | Zvonimir Boban (27)          |
| Abbiati Sala Costacurta Maldini Helveg Albertini Ambrosini Guglielminpietro Boban Bierhoff Weah | Oliver Bierhoff (34)         |
| Abbiati Sala Costacurta Maldini Helveg Albertini Ambrosini Guglielminpietro Boban Bierhoff Weah | George Weah (26)             |
| Altri giocatori: Leonardo (27), Bruno N'Gotty (25), Maurizio Ganz (20), Christian Ziege (17), Ibrahim Ba (15), Sebastiano Rossi (13), Roberto Ayala (11), Domenico Morfeo (11), Roberto Donadoni (9), Francesco Coco (6), Federico Giunti (6), Jens Lehmann (5), André Cruz (2), Mohammed Aliyu Datti (1), Giampiero Maini (1). |                              |

## Risultati

### Tabellone
|             | BAR  | BOL  | CAG  | EMP  | FIO  | INT  | JUV  | LAZ  | MIL  | PAR  | PER  | PIA  | ROM  | SAL  | SAM  | UDI  | VEN  | VIC  |
| ----------- | ---- | ---- | ---- | ---- | ---- | ---- | ---- | ---- | ---- | ---- | ---- | ---- | ---- | ---- | ---- | ---- | ---- | ---- |
| Bari        | –––– | 0-0  | 1-1  | 2-1  | 0-0  | 1-0  | 0-1  | 1-3  | 0-0  | 1-1  | 2-1  | 3-1  | 1-4  | 0-0  | 3-1  | 1-1  | 1-0  | 0-0  |
| Bologna     | 3-1  | –––– | 1-3  | 2-0  | 3-0  | 2-0  | 3-0  | 0-1  | 2-3  | 0-0  | 1-1  | 3-1  | 1-1  | 1-1  | 2-2  | 1-3  | 2-1  | 4-2  |
| Cagliari    | 3-3  | 0-1  | –––– | 5-1  | 1-1  | 2-2  | 1-0  | 0-0  | 1-0  | 1-0  | 2-2  | 3-2  | 4-3  | 3-1  | 5-0  | 1-2  | 0-1  | 1-0  |
| Empoli      | 0-2  | 0-0  | 2-1  | –––– | 0-3  | 1-2  | 1-0  | 0-0  | 1-1  | 3-5  | 2-0  | 1-2  | 0-0  | 2-3  | 0-1  | 1-3  | 2-2  | 1-0  |
| Fiorentina  | 2-2  | 1-0  | 4-2  | 2-0  | –––– | 3-1  | 1-0  | 1-1  | 0-0  | 2-1  | 5-1  | 2-1  | 0-0  | 4-0  | 1-0  | 1-0  | 4-1  | 3-0  |
| Inter       | 2-3  | 3-1  | 5-1  | 5-1  | 2-0  | –––– | 0-0  | 3-5  | 2-2  | 1-3  | 2-0  | 1-0  | 4-1  | 2-1  | 3-0  | 1-3  | 6-2  | 1-1  |
| Juventus    | 1-1  | 2-2  | 1-0  | 0-0  | 2-1  | 1-0  | –––– | 0-1  | 0-2  | 2-4  | 2-1  | 1-0  | 1-1  | 3-0  | 2-0  | 2-1  | 3-2  | 2-0  |
| Lazio       | 0-0  | 2-0  | 2-0  | 4-1  | 2-0  | 1-0  | 1-3  | –––– | 0-0  | 2-1  | 3-0  | 4-1  | 3-3  | 6-1  | 5-2  | 3-1  | 2-0  | 1-1  |
| Milan       | 2-2  | 3-0  | 1-0  | 4-0  | 1-3  | 2-2  | 1-1  | 1-0  | –––– | 2-1  | 2-1  | 1-0  | 3-2  | 3-2  | 3-2  | 3-0  | 2-1  | 1-0  |
| Parma       | 2-1  | 1-1  | 1-1  | 1-0  | 2-0  | 1-0  | 1-0  | 1-3  | 4-0  | –––– | 3-1  | 0-1  | 1-1  | 2-0  | 1-1  | 4-1  | 2-2  | 0-0  |
| Perugia     | 0-1  | 0-0  | 2-1  | 3-1  | 2-2  | 2-1  | 3-4  | 2-2  | 1-2  | 2-1  | –––– | 2-0  | 3-2  | 1-0  | 2-0  | 1-3  | 1-0  | 3-1  |
| Piacenza    | 3-2  | 5-0  | 2-0  | 0-0  | 4-2  | 0-0  | 0-2  | 1-1  | 1-1  | 3-6  | 2-0  | –––– | 2-0  | 1-1  | 4-1  | 4-3  | 0-1  | 2-0  |
| Roma        | 1-1  | 3-1  | 3-1  | 1-1  | 2-1  | 4-5  | 2-0  | 3-1  | 1-0  | 1-0  | 5-1  | 2-2  | –––– | 3-1  | 3-1  | 4-0  | 2-0  | 3-0  |
| Salernitana | 2-2  | 4-0  | 1-3  | 1-1  | 1-1  | 2-0  | 1-0  | 1-0  | 1-2  | 1-2  | 2-0  | 1-1  | 2-1  | –––– | 2-0  | 1-2  | 1-0  | 2-1  |
| Sampdoria   | 1-0  | 1-1  | 0-0  | 3-0  | 3-2  | 4-0  | 1-2  | 0-1  | 2-2  | 0-2  | 1-1  | 3-2  | 2-1  | 1-0  | –––– | 1-1  | 2-1  | 0-0  |
| Udinese     | 4-0  | 2-0  | 2-1  | 0-0  | 1-0  | 0-1  | 2-2  | 0-3  | 1-5  | 2-1  | 1-2  | 1-0  | 2-1  | 2-0  | 2-2  | –––– | 1-1  | 2-1  |
| Venezia     | 2-1  | 0-2  | 1-0  | 3-2  | 4-1  | 3-1  | 1-1  | 2-0  | 0-2  | 0-0  | 2-1  | 0-0  | 3-1  | 0-0  | 0-0  | 1-0  | –––– | 1-2  |
| Vicenza     | 1-0  | 0-4  | 2-1  | 2-0  | 1-2  | 1-1  | 1-1  | 1-2  | 0-2  | 0-0  | 3-0  | 1-0  | 1-4  | 1-0  | 1-0  | 2-3  | 0-0  | –––– |

### Calendario
| andata (1ª) | andata (1ª) | 1ª giornata       | ritorno (18ª) | ritorno (18ª) |
|             |             |                   |               |               |
| 13 set.     | 1-0         | Bari-Venezia      | 1-2           | 24 gen.       |
| 13 set.     | 2-2         | Cagliari-Inter    | 1-5           | 24 gen.       |
| 12 set.     | 2-0         | Fiorentina-Empoli | 3-0           | 24 gen.       |
| 12 set.     | 3-0         | Milan-Bologna     | 3-2           | 24 gen.       |
| 12 set.     | 0-0         | Parma-Vicenza     | 0-0           | 24 gen.       |
| 13 set.     | 3-4         | Perugia-Juventus  | 1-2           | 24 gen.       |
| 13 set.     | 1-1         | Piacenza-Lazio    | 1-4           | 24 gen.       |
| 12 set.     | 3-1         | Roma-Salernitana  | 1-2           | 24 gen.       |
| 12 set.     | 2-2         | Udinese-Sampdoria | 1-1           | 24 gen.       |

| andata (2ª) | andata (2ª) | 2ª giornata        | ritorno (19ª) | ritorno (19ª) |
|             |             |                    |               |               |
| 20 set.     | 1-3         | Bologna-Udinese    | 0-2           | 31 gen.       |
| 20 set.     | 0-0         | Empoli-Roma        | 1-1           | 31 gen.       |
| 20 set.     | 1-0         | Inter-Piacenza     | 0-0           | 31 gen.       |
| 20 set.     | 1-0         | Juventus-Cagliari  | 0-1           | 31 gen.       |
| 20 set.     | 0-0         | Lazio-Bari         | 3-1           | 31 gen.       |
| 20 set.     | 1-2         | Salernitana-Milan  | 2-3           | 31 gen.       |
| 20 set.     | 1-1         | Sampdoria-Perugia  | 0-2           | 31 gen.       |
| 20 set.     | 0-0         | Venezia-Parma      | 2-2           | 31 gen.       |
| 20 set.     | 1-2         | Vicenza-Fiorentina | 0-3           | 31 gen.       |

| andata (1ª) | andata (1ª) | 1ª giornata       | ritorno (18ª) | ritorno (18ª) |
|             |             |                   |               |               |
| 13 set.     | 1-0         | Bari-Venezia      | 1-2           | 24 gen.       |
| 13 set.     | 2-2         | Cagliari-Inter    | 1-5           | 24 gen.       |
| 12 set.     | 2-0         | Fiorentina-Empoli | 3-0           | 24 gen.       |
| 12 set.     | 3-0         | Milan-Bologna     | 3-2           | 24 gen.       |
| 12 set.     | 0-0         | Parma-Vicenza     | 0-0           | 24 gen.       |
| 13 set.     | 3-4         | Perugia-Juventus  | 1-2           | 24 gen.       |
| 13 set.     | 1-1         | Piacenza-Lazio    | 1-4           | 24 gen.       |
| 12 set.     | 3-1         | Roma-Salernitana  | 1-2           | 24 gen.       |
| 12 set.     | 2-2         | Udinese-Sampdoria | 1-1           | 24 gen.       |

| andata (2ª) | andata (2ª) | 2ª giornata        | ritorno (19ª) | ritorno (19ª) |
|             |             |                    |               |               |
| 20 set.     | 1-3         | Bologna-Udinese    | 0-2           | 31 gen.       |
| 20 set.     | 0-0         | Empoli-Roma        | 1-1           | 31 gen.       |
| 20 set.     | 1-0         | Inter-Piacenza     | 0-0           | 31 gen.       |
| 20 set.     | 1-0         | Juventus-Cagliari  | 0-1           | 31 gen.       |
| 20 set.     | 0-0         | Lazio-Bari         | 3-1           | 31 gen.       |
| 20 set.     | 1-2         | Salernitana-Milan  | 2-3           | 31 gen.       |
| 20 set.     | 1-1         | Sampdoria-Perugia  | 0-2           | 31 gen.       |
| 20 set.     | 0-0         | Venezia-Parma      | 2-2           | 31 gen.       |
| 20 set.     | 1-2         | Vicenza-Fiorentina | 0-3           | 31 gen.       |

| andata (3ª) | andata (3ª) | 3ª giornata         | ritorno (20ª) | ritorno (20ª) |
|             |             |                     |               |               |
| 26 set.     | 0-0         | Bari-Bologna        | 1-3           | 7 feb.        |
| 27 set.     | 5-0         | Cagliari-Sampdoria  | 0-0           | 7 feb.        |
| 27 set.     | 1-2         | Empoli-Inter        | 1-5           | 7 feb.        |
| 26 set.     | 1-3         | Milan-Fiorentina    | 0-0           | 7 feb.        |
| 26 set.     | 1-0         | Parma-Juventus      | 4-2           | 7 feb.        |
| 27 set.     | 2-2         | Perugia-Lazio       | 0-3           | 7 feb.        |
| 27 set.     | 2-0         | Piacenza-Vicenza    | 0-1           | 7 feb.        |
| 26 set.     | 2-0         | Roma-Venezia        | 1-3           | 7 feb.        |
| 26 set.     | 2-0         | Udinese-Salernitana | 2-1           | 7 feb.        |

| andata (4ª) | andata (4ª) | 4ª giornata        | ritorno (21ª) | ritorno (21ª) |
|             |             |                    |               |               |
| 4 ott.      | 0-0         | Bologna-Parma      | 1-1           | 14 feb.       |
| 4 ott.      | 1-0         | Fiorentina-Udinese | 0-1           | 14 feb.       |
| 4 ott.      | 2-0         | Inter-Perugia      | 1-2           | 14 feb.       |
| 4 ott.      | 1-0         | Juventus-Piacenza  | 2-0           | 14 feb.       |
| 4 ott.      | 2-0         | Lazio-Cagliari     | 0-0           | 14 feb.       |
| 4 ott.      | 1-1         | Salernitana-Empoli | 3-2           | 14 feb.       |
| 4 ott.      | 2-1         | Sampdoria-Roma     | 1-3           | 14 feb.       |
| 4 ott.      | 0-2         | Venezia-Milan      | 1-2           | 14 feb.       |
| 4 ott.      | 1-0         | Vicenza-Bari       | 0-0           | 14 feb.       |

| andata (3ª) | andata (3ª) | 3ª giornata         | ritorno (20ª) | ritorno (20ª) |
|             |             |                     |               |               |
| 26 set.     | 0-0         | Bari-Bologna        | 1-3           | 7 feb.        |
| 27 set.     | 5-0         | Cagliari-Sampdoria  | 0-0           | 7 feb.        |
| 27 set.     | 1-2         | Empoli-Inter        | 1-5           | 7 feb.        |
| 26 set.     | 1-3         | Milan-Fiorentina    | 0-0           | 7 feb.        |
| 26 set.     | 1-0         | Parma-Juventus      | 4-2           | 7 feb.        |
| 27 set.     | 2-2         | Perugia-Lazio       | 0-3           | 7 feb.        |
| 27 set.     | 2-0         | Piacenza-Vicenza    | 0-1           | 7 feb.        |
| 26 set.     | 2-0         | Roma-Venezia        | 1-3           | 7 feb.        |
| 26 set.     | 2-0         | Udinese-Salernitana | 2-1           | 7 feb.        |

| andata (4ª) | andata (4ª) | 4ª giornata        | ritorno (21ª) | ritorno (21ª) |
|             |             |                    |               |               |
| 4 ott.      | 0-0         | Bologna-Parma      | 1-1           | 14 feb.       |
| 4 ott.      | 1-0         | Fiorentina-Udinese | 0-1           | 14 feb.       |
| 4 ott.      | 2-0         | Inter-Perugia      | 1-2           | 14 feb.       |
| 4 ott.      | 1-0         | Juventus-Piacenza  | 2-0           | 14 feb.       |
| 4 ott.      | 2-0         | Lazio-Cagliari     | 0-0           | 14 feb.       |
| 4 ott.      | 1-1         | Salernitana-Empoli | 3-2           | 14 feb.       |
| 4 ott.      | 2-1         | Sampdoria-Roma     | 1-3           | 14 feb.       |
| 4 ott.      | 0-2         | Venezia-Milan      | 1-2           | 14 feb.       |
| 4 ott.      | 1-0         | Vicenza-Bari       | 0-0           | 14 feb.       |

| andata (5ª) | andata (5ª) | 5ª giornata        | ritorno (22ª) | ritorno (22ª) |
|             |             |                    |               |               |
| 18 ott.     | 1-1         | Bari-Udinese       | 0-4           | 21 feb.       |
| 18 ott.     | 1-0         | Cagliari-Milan     | 0-1           | 21 feb.       |
| 17 ott.     | 0-0         | Empoli-Bologna     | 0-2           | 21 feb.       |
| 18 ott.     | 3-5         | Inter-Lazio        | 0-1           | 21 feb.       |
| 17 ott.     | 2-0         | Parma-Salernitana  | 2-1           | 21 feb.       |
| 18 ott.     | 1-0         | Perugia-Venezia    | 1-2           | 21 feb.       |
| 18 ott.     | 4-1         | Piacenza-Sampdoria | 2-3           | 21 feb.       |
| 17 ott.     | 2-1         | Roma-Fiorentina    | 0-0           | 21 feb.       |
| 18 ott.     | 1-1         | Vicenza-Juventus   | 0-2           | 21 feb.       |

| andata (6ª) | andata (6ª) | 6ª giornata            | ritorno (23ª) | ritorno (23ª) |
|             |             |                        |               |               |
| 25 ott.     | 3-1         | Bologna-Piacenza       | 0-5           | 27 feb.       |
| 25 ott.     | 3-3         | Cagliari-Bari          | 1-1           | 28 feb.       |
| 25 ott.     | 4-0         | Fiorentina-Salernitana | 1-1           | 28 feb.       |
| 25 ott.     | 1-0         | Juventus-Inter         | 0-0           | 27 feb.       |
| 25 ott.     | 1-1         | Lazio-Vicenza          | 2-1           | 28 feb.       |
| 25 ott.     | 3-2         | Milan-Roma             | 0-1           | 27 feb.       |
| 25 ott.     | 2-1         | Perugia-Parma          | 1-3           | 27 feb.       |
| 25 ott.     | 3-0         | Sampdoria-Empoli       | 1-0           | 28 feb.       |
| 25 ott.     | 1-1         | Udinese-Venezia        | 0-1           | 28 feb.       |

| andata (5ª) | andata (5ª) | 5ª giornata        | ritorno (22ª) | ritorno (22ª) |
|             |             |                    |               |               |
| 18 ott.     | 1-1         | Bari-Udinese       | 0-4           | 21 feb.       |
| 18 ott.     | 1-0         | Cagliari-Milan     | 0-1           | 21 feb.       |
| 17 ott.     | 0-0         | Empoli-Bologna     | 0-2           | 21 feb.       |
| 18 ott.     | 3-5         | Inter-Lazio        | 0-1           | 21 feb.       |
| 17 ott.     | 2-0         | Parma-Salernitana  | 2-1           | 21 feb.       |
| 18 ott.     | 1-0         | Perugia-Venezia    | 1-2           | 21 feb.       |
| 18 ott.     | 4-1         | Piacenza-Sampdoria | 2-3           | 21 feb.       |
| 17 ott.     | 2-1         | Roma-Fiorentina    | 0-0           | 21 feb.       |
| 18 ott.     | 1-1         | Vicenza-Juventus   | 0-2           | 21 feb.       |

| andata (6ª) | andata (6ª) | 6ª giornata            | ritorno (23ª) | ritorno (23ª) |
|             |             |                        |               |               |
| 25 ott.     | 3-1         | Bologna-Piacenza       | 0-5           | 27 feb.       |
| 25 ott.     | 3-3         | Cagliari-Bari          | 1-1           | 28 feb.       |
| 25 ott.     | 4-0         | Fiorentina-Salernitana | 1-1           | 28 feb.       |
| 25 ott.     | 1-0         | Juventus-Inter         | 0-0           | 27 feb.       |
| 25 ott.     | 1-1         | Lazio-Vicenza          | 2-1           | 28 feb.       |
| 25 ott.     | 3-2         | Milan-Roma             | 0-1           | 27 feb.       |
| 25 ott.     | 2-1         | Perugia-Parma          | 1-3           | 27 feb.       |
| 25 ott.     | 3-0         | Sampdoria-Empoli       | 1-0           | 28 feb.       |
| 25 ott.     | 1-1         | Udinese-Venezia        | 0-1           | 28 feb.       |

| andata (7ª) | andata (7ª) | 7ª giornata        | ritorno (24ª) | ritorno (24ª) |
|             |             |                    |               |               |
| 1º nov.     | 2-0         | Empoli-Perugia     | 1-3           | 7 mar.        |
| 1º nov.     | 2-3         | Inter-Bari         | 0-1           | 7 mar.        |
| 1º nov.     | 2-0         | Juventus-Sampdoria | 2-1           | 7 mar.        |
| 31 ott.     | 2-0         | Parma-Fiorentina   | 1-2           | 7 mar.        |
| 1º nov.     | 1-1         | Piacenza-Milan     | 0-1           | 7 mar.        |
| 31 ott.     | 4-0         | Roma-Udinese       | 1-2           | 7 mar.        |
| 1º nov.     | 1-0         | Salernitana-Lazio  | 1-6           | 7 mar.        |
| 31 ott.     | 0-2         | Venezia-Bologna    | 1-2           | 7 mar.        |
| 31 ott.     | 2-1         | Vicenza-Cagliari   | 0-1           | 7 mar.        |

| andata (8ª) | andata (8ª) | 8ª giornata           | ritorno (25ª) | ritorno (25ª) |
|             |             |                       |               |               |
| 8 nov.      | 1-1         | Bari-Parma            | 1-2           | 13 mar.       |
| 8 nov.      | 1-1         | Bologna-Roma          | 1-3           | 13 mar.       |
| 8 nov.      | 3-2         | Cagliari-Piacenza     | 0-2           | 14 mar.       |
| 8 nov.      | 4-1         | Fiorentina-Venezia    | 1-4           | 14 mar.       |
| 8 nov.      | 4-1         | Lazio-Empoli          | 0-0           | 14 mar.       |
| 8 nov.      | 2-2         | Milan-Inter           | 2-2           | 13 mar.       |
| 8 nov.      | 3-1         | Perugia-Vicenza       | 0-3           | 14 mar.       |
| 8 nov.      | 1-0         | Sampdoria-Salernitana | 0-2           | 14 mar.       |
| 8 nov.      | 2-2         | Udinese-Juventus      | 1-2           | 13 mar.       |

| andata (7ª) | andata (7ª) | 7ª giornata        | ritorno (24ª) | ritorno (24ª) |
|             |             |                    |               |               |
| 1º nov.     | 2-0         | Empoli-Perugia     | 1-3           | 7 mar.        |
| 1º nov.     | 2-3         | Inter-Bari         | 0-1           | 7 mar.        |
| 1º nov.     | 2-0         | Juventus-Sampdoria | 2-1           | 7 mar.        |
| 31 ott.     | 2-0         | Parma-Fiorentina   | 1-2           | 7 mar.        |
| 1º nov.     | 1-1         | Piacenza-Milan     | 0-1           | 7 mar.        |
| 31 ott.     | 4-0         | Roma-Udinese       | 1-2           | 7 mar.        |
| 1º nov.     | 1-0         | Salernitana-Lazio  | 1-6           | 7 mar.        |
| 31 ott.     | 0-2         | Venezia-Bologna    | 1-2           | 7 mar.        |
| 31 ott.     | 2-1         | Vicenza-Cagliari   | 0-1           | 7 mar.        |

| andata (8ª) | andata (8ª) | 8ª giornata           | ritorno (25ª) | ritorno (25ª) |
|             |             |                       |               |               |
| 8 nov.      | 1-1         | Bari-Parma            | 1-2           | 13 mar.       |
| 8 nov.      | 1-1         | Bologna-Roma          | 1-3           | 13 mar.       |
| 8 nov.      | 3-2         | Cagliari-Piacenza     | 0-2           | 14 mar.       |
| 8 nov.      | 4-1         | Fiorentina-Venezia    | 1-4           | 14 mar.       |
| 8 nov.      | 4-1         | Lazio-Empoli          | 0-0           | 14 mar.       |
| 8 nov.      | 2-2         | Milan-Inter           | 2-2           | 13 mar.       |
| 8 nov.      | 3-1         | Perugia-Vicenza       | 0-3           | 14 mar.       |
| 8 nov.      | 1-0         | Sampdoria-Salernitana | 0-2           | 14 mar.       |
| 8 nov.      | 2-2         | Udinese-Juventus      | 1-2           | 13 mar.       |

| andata (9ª) | andata (9ª) | 9ª giornata         | ritorno (26ª) | ritorno (26ª) |
|             |             |                     |               |               |
| 15 nov.     | 0-0         | Bari-Milan          | 2-2           | 21 mar.       |
| 15 nov.     | 2-1         | Empoli-Cagliari     | 1-5           | 21 mar.       |
| 15 nov.     | 3-0         | Inter-Sampdoria     | 0-4           | 21 mar.       |
| 15 nov.     | 4-1         | Parma-Udinese       | 1-2           | 21 mar.       |
| 15 nov.     | 4-2         | Piacenza-Fiorentina | 1-2           | 21 mar.       |
| 15 nov.     | 2-0         | Roma-Juventus       | 1-1           | 21 mar.       |
| 15 nov.     | 2-0         | Salernitana-Perugia | 0-1           | 21 mar.       |
| 15 nov.     | 2-0         | Venezia-Lazio       | 0-2           | 21 mar.       |
| 15 nov.     | 0-4         | Vicenza-Bologna     | 2-4           | 21 mar.       |

| andata (10ª) | andata (10ª) | 10ª giornata        | ritorno (27ª) | ritorno (27ª) |
|              |              |                     |               |               |
| 21 nov.      | 1-1          | Bologna-Perugia     | 0-0           | 3 apr.        |
| 21 nov.      | 1-0          | Cagliari-Parma      | 1-1           | 3 apr.        |
| 22 nov.      | 3-1          | Fiorentina-Inter    | 0-2           | 3 apr.        |
| 22 nov.      | 0-0          | Juventus-Empoli     | 0-1           | 3 apr.        |
| 22 nov.      | 1-0          | Milan-Lazio         | 0-0           | 3 apr.        |
| 21 nov.      | 1-1          | Roma-Bari           | 4-1           | 3 apr.        |
| 22 nov.      | 1-0          | Salernitana-Venezia | 0-0           | 3 apr.        |
| 22 nov.      | 0-0          | Sampdoria-Vicenza   | 0-1           | 3 apr.        |
| 22 nov.      | 1-0          | Udinese-Piacenza    | 3-4           | 3 apr.        |

| andata (9ª) | andata (9ª) | 9ª giornata         | ritorno (26ª) | ritorno (26ª) |
|             |             |                     |               |               |
| 15 nov.     | 0-0         | Bari-Milan          | 2-2           | 21 mar.       |
| 15 nov.     | 2-1         | Empoli-Cagliari     | 1-5           | 21 mar.       |
| 15 nov.     | 3-0         | Inter-Sampdoria     | 0-4           | 21 mar.       |
| 15 nov.     | 4-1         | Parma-Udinese       | 1-2           | 21 mar.       |
| 15 nov.     | 4-2         | Piacenza-Fiorentina | 1-2           | 21 mar.       |
| 15 nov.     | 2-0         | Roma-Juventus       | 1-1           | 21 mar.       |
| 15 nov.     | 2-0         | Salernitana-Perugia | 0-1           | 21 mar.       |
| 15 nov.     | 2-0         | Venezia-Lazio       | 0-2           | 21 mar.       |
| 15 nov.     | 0-4         | Vicenza-Bologna     | 2-4           | 21 mar.       |

| andata (10ª) | andata (10ª) | 10ª giornata        | ritorno (27ª) | ritorno (27ª) |
|              |              |                     |               |               |
| 21 nov.      | 1-1          | Bologna-Perugia     | 0-0           | 3 apr.        |
| 21 nov.      | 1-0          | Cagliari-Parma      | 1-1           | 3 apr.        |
| 22 nov.      | 3-1          | Fiorentina-Inter    | 0-2           | 3 apr.        |
| 22 nov.      | 0-0          | Juventus-Empoli     | 0-1           | 3 apr.        |
| 22 nov.      | 1-0          | Milan-Lazio         | 0-0           | 3 apr.        |
| 21 nov.      | 1-1          | Roma-Bari           | 4-1           | 3 apr.        |
| 22 nov.      | 1-0          | Salernitana-Venezia | 0-0           | 3 apr.        |
| 22 nov.      | 0-0          | Sampdoria-Vicenza   | 0-1           | 3 apr.        |
| 22 nov.      | 1-0          | Udinese-Piacenza    | 3-4           | 3 apr.        |

| andata (11ª) | andata (11ª) | 11ª giornata      | ritorno (28ª) | ritorno (28ª) |
|              |              |                   |               |               |
| 29 nov.      | 0-0          | Bari-Fiorentina   | 2-2           | 11 apr.       |
| 29 nov.      | 3-0          | Bologna-Juventus  | 2-2           | 11 apr.       |
| 29 nov.      | 1-0          | Empoli-Vicenza    | 0-2           | 11 apr.       |
| 29 nov.      | 2-1          | Inter-Salernitana | 0-2           | 11 apr.       |
| 29 nov.      | 3-3          | Lazio-Roma        | 1-3           | 11 apr.       |
| 29 nov.      | 4-0          | Parma-Milan       | 1-2           | 11 apr.       |
| 29 nov.      | 2-0          | Perugia-Piacenza  | 0-2           | 11 apr.       |
| 29 nov.      | 2-1          | Udinese-Cagliari  | 2-1           | 11 apr.       |
| 29 nov.      | 0-0          | Venezia-Sampdoria | 1-2           | 11 apr.       |

| andata (12ª) | andata (12ª) | 12ª giornata       | ritorno (29ª) | ritorno (29ª) |
|              |              |                    |               |               |
| 6 dic.       | 0-1          | Cagliari-Venezia   | 0-1           | 18 apr.       |
| 5 dic.       | 1-0          | Fiorentina-Bologna | 0-3           | 17 apr.       |
| 6 dic.       | 0-1          | Juventus-Lazio     | 3-1           | 17 apr.       |
| 6 dic.       | 3-0          | Milan-Udinese      | 5-1           | 18 apr.       |
| 6 dic.       | 0-0          | Piacenza-Empoli    | 2-1           | 18 apr.       |
| 5 dic.       | 5-1          | Roma-Perugia       | 2-3           | 18 apr.       |
| 6 dic.       | 2-2          | Salernitana-Bari   | 0-0           | 18 apr.       |
| 5 dic.       | 0-2          | Sampdoria-Parma    | 1-1           | 17 apr.       |
| 6 dic.       | 1-1          | Vicenza-Inter      | 1-1           | 18 apr.       |

| andata (11ª) | andata (11ª) | 11ª giornata      | ritorno (28ª) | ritorno (28ª) |
|              |              |                   |               |               |
| 29 nov.      | 0-0          | Bari-Fiorentina   | 2-2           | 11 apr.       |
| 29 nov.      | 3-0          | Bologna-Juventus  | 2-2           | 11 apr.       |
| 29 nov.      | 1-0          | Empoli-Vicenza    | 0-2           | 11 apr.       |
| 29 nov.      | 2-1          | Inter-Salernitana | 0-2           | 11 apr.       |
| 29 nov.      | 3-3          | Lazio-Roma        | 1-3           | 11 apr.       |
| 29 nov.      | 4-0          | Parma-Milan       | 1-2           | 11 apr.       |
| 29 nov.      | 2-0          | Perugia-Piacenza  | 0-2           | 11 apr.       |
| 29 nov.      | 2-1          | Udinese-Cagliari  | 2-1           | 11 apr.       |
| 29 nov.      | 0-0          | Venezia-Sampdoria | 1-2           | 11 apr.       |

| andata (12ª) | andata (12ª) | 12ª giornata       | ritorno (29ª) | ritorno (29ª) |
|              |              |                    |               |               |
| 6 dic.       | 0-1          | Cagliari-Venezia   | 0-1           | 18 apr.       |
| 5 dic.       | 1-0          | Fiorentina-Bologna | 0-3           | 17 apr.       |
| 6 dic.       | 0-1          | Juventus-Lazio     | 3-1           | 17 apr.       |
| 6 dic.       | 3-0          | Milan-Udinese      | 5-1           | 18 apr.       |
| 6 dic.       | 0-0          | Piacenza-Empoli    | 2-1           | 18 apr.       |
| 5 dic.       | 5-1          | Roma-Perugia       | 2-3           | 18 apr.       |
| 6 dic.       | 2-2          | Salernitana-Bari   | 0-0           | 18 apr.       |
| 5 dic.       | 0-2          | Sampdoria-Parma    | 1-1           | 17 apr.       |
| 6 dic.       | 1-1          | Vicenza-Inter      | 1-1           | 18 apr.       |

| andata (13ª) | andata (13ª) | 13ª giornata        | ritorno (30ª) | ritorno (30ª) |
|              |              |                     |               |               |
| 13 dic.      | 2-1          | Bari-Empoli         | 2-0           | 25 apr.       |
| 13 dic.      | 1-1          | Bologna-Salernitana | 0-4           | 25 apr.       |
| 13 dic.      | 1-0          | Fiorentina-Juventus | 1-2           | 25 apr.       |
| 13 dic.      | 5-2          | Lazio-Sampdoria     | 1-0           | 25 apr.       |
| 13 dic.      | 1-0          | Milan-Vicenza       | 2-0           | 25 apr.       |
| 13 dic.      | 1-1          | Parma-Roma          | 0-1           | 25 apr.       |
| 13 dic.      | 2-1          | Perugia-Cagliari    | 2-2           | 25 apr.       |
| 13 dic.      | 0-1          | Udinese-Inter       | 3-1           | 25 apr.       |
| 13 dic.      | 0-0          | Venezia-Piacenza    | 1-0           | 25 apr.       |

| andata (14ª) | andata (14ª) | 14ª giornata         | ritorno (31ª) | ritorno (31ª) |
|              |              |                      |               |               |
| 20 dic.      | 0-1          | Cagliari-Bologna     | 3-1           | 2 mag.        |
| 20 dic.      | 3-5          | Empoli-Parma         | 0-1           | 2 mag.        |
| 20 dic.      | 4-1          | Inter-Roma           | 5-4           | 3 mag.        |
| 20 dic.      | 3-0          | Juventus-Salernitana | 0-1           | 2 mag.        |
| 20 dic.      | 3-1          | Lazio-Udinese        | 3-0           | 2 mag.        |
| 20 dic.      | 2-2          | Perugia-Fiorentina   | 1-5           | 2 mag.        |
| 20 dic.      | 3-2          | Piacenza-Bari        | 1-3           | 2 mag.        |
| 20 dic.      | 2-2          | Sampdoria-Milan      | 2-3           | 2 mag.        |
| 20 dic.      | 0-0          | Vicenza-Venezia      | 2-1           | 2 mag.        |

| andata (13ª) | andata (13ª) | 13ª giornata        | ritorno (30ª) | ritorno (30ª) |
|              |              |                     |               |               |
| 13 dic.      | 2-1          | Bari-Empoli         | 2-0           | 25 apr.       |
| 13 dic.      | 1-1          | Bologna-Salernitana | 0-4           | 25 apr.       |
| 13 dic.      | 1-0          | Fiorentina-Juventus | 1-2           | 25 apr.       |
| 13 dic.      | 5-2          | Lazio-Sampdoria     | 1-0           | 25 apr.       |
| 13 dic.      | 1-0          | Milan-Vicenza       | 2-0           | 25 apr.       |
| 13 dic.      | 1-1          | Parma-Roma          | 0-1           | 25 apr.       |
| 13 dic.      | 2-1          | Perugia-Cagliari    | 2-2           | 25 apr.       |
| 13 dic.      | 0-1          | Udinese-Inter       | 3-1           | 25 apr.       |
| 13 dic.      | 0-0          | Venezia-Piacenza    | 1-0           | 25 apr.       |

| andata (14ª) | andata (14ª) | 14ª giornata         | ritorno (31ª) | ritorno (31ª) |
|              |              |                      |               |               |
| 20 dic.      | 0-1          | Cagliari-Bologna     | 3-1           | 2 mag.        |
| 20 dic.      | 3-5          | Empoli-Parma         | 0-1           | 2 mag.        |
| 20 dic.      | 4-1          | Inter-Roma           | 5-4           | 3 mag.        |
| 20 dic.      | 3-0          | Juventus-Salernitana | 0-1           | 2 mag.        |
| 20 dic.      | 3-1          | Lazio-Udinese        | 3-0           | 2 mag.        |
| 20 dic.      | 2-2          | Perugia-Fiorentina   | 1-5           | 2 mag.        |
| 20 dic.      | 3-2          | Piacenza-Bari        | 1-3           | 2 mag.        |
| 20 dic.      | 2-2          | Sampdoria-Milan      | 2-3           | 2 mag.        |
| 20 dic.      | 0-0          | Vicenza-Venezia      | 2-1           | 2 mag.        |

| andata (15ª) | andata (15ª) | 15ª giornata         | ritorno (32ª) | ritorno (32ª) |
|              |              |                      |               |               |
| 6 gen.       | 2-1          | Bari-Perugia         | 1-0           | 9 mag.        |
| 6 gen.       | 0-1          | Bologna-Lazio        | 0-2           | 9 mag.        |
| 6 gen.       | 1-0          | Fiorentina-Sampdoria | 2-3           | 9 mag.        |
| 6 gen.       | 1-1          | Milan-Juventus       | 2-0           | 9 mag.        |
| 6 gen.       | 1-0          | Parma-Inter          | 3-1           | 8 mag.        |
| 6 gen.       | 2-2          | Roma-Piacenza        | 0-2           | 9 mag.        |
| 6 gen.       | 1-3          | Salernitana-Cagliari | 1-3           | 9 mag.        |
| 6 gen.       | 2-1          | Udinese-Vicenza      | 3-2           | 9 mag.        |
| 20 gen.      | 3-2          | Venezia-Empoli       | 2-2           | 9 mag.        |

| andata (16ª) | andata (16ª) | 16ª giornata        | ritorno (33ª) | ritorno (33ª) |
|              |              |                     |               |               |
| 10 gen.      | 4-3          | Cagliari-Roma       | 1-3           | 16 mag.       |
| 10 gen.      | 1-1          | Empoli-Milan        | 0-4           | 15 mag.       |
| 10 gen.      | 6-2          | Inter-Venezia       | 1-3           | 16 mag.       |
| 10 gen.      | 1-1          | Juventus-Bari       | 1-0           | 16 mag.       |
| 10 gen.      | 2-0          | Lazio-Fiorentina    | 1-1           | 15 mag.       |
| 10 gen.      | 1-3          | Perugia-Udinese     | 2-1           | 16 mag.       |
| 10 gen.      | 3-6          | Piacenza-Parma      | 1-0           | 16 mag.       |
| 10 gen.      | 1-1          | Sampdoria-Bologna   | 2-2           | 16 mag.       |
| 10 gen.      | 1-0          | Vicenza-Salernitana | 1-2           | 16 mag.       |

| andata (15ª) | andata (15ª) | 15ª giornata         | ritorno (32ª) | ritorno (32ª) |
|              |              |                      |               |               |
| 6 gen.       | 2-1          | Bari-Perugia         | 1-0           | 9 mag.        |
| 6 gen.       | 0-1          | Bologna-Lazio        | 0-2           | 9 mag.        |
| 6 gen.       | 1-0          | Fiorentina-Sampdoria | 2-3           | 9 mag.        |
| 6 gen.       | 1-1          | Milan-Juventus       | 2-0           | 9 mag.        |
| 6 gen.       | 1-0          | Parma-Inter          | 3-1           | 8 mag.        |
| 6 gen.       | 2-2          | Roma-Piacenza        | 0-2           | 9 mag.        |
| 6 gen.       | 1-3          | Salernitana-Cagliari | 1-3           | 9 mag.        |
| 6 gen.       | 2-1          | Udinese-Vicenza      | 3-2           | 9 mag.        |
| 20 gen.      | 3-2          | Venezia-Empoli       | 2-2           | 9 mag.        |

| andata (16ª) | andata (16ª) | 16ª giornata        | ritorno (33ª) | ritorno (33ª) |
|              |              |                     |               |               |
| 10 gen.      | 4-3          | Cagliari-Roma       | 1-3           | 16 mag.       |
| 10 gen.      | 1-1          | Empoli-Milan        | 0-4           | 15 mag.       |
| 10 gen.      | 6-2          | Inter-Venezia       | 1-3           | 16 mag.       |
| 10 gen.      | 1-1          | Juventus-Bari       | 1-0           | 16 mag.       |
| 10 gen.      | 2-0          | Lazio-Fiorentina    | 1-1           | 15 mag.       |
| 10 gen.      | 1-3          | Perugia-Udinese     | 2-1           | 16 mag.       |
| 10 gen.      | 3-6          | Piacenza-Parma      | 1-0           | 16 mag.       |
| 10 gen.      | 1-1          | Sampdoria-Bologna   | 2-2           | 16 mag.       |
| 10 gen.      | 1-0          | Vicenza-Salernitana | 1-2           | 16 mag.       |

| \| andata (17ª) \| andata (17ª) \| 17ª giornata \| ritorno (34ª) \| ritorno (34ª) \| \| \| \| \| \| \| \| 17 gen. \| 3-1 \| Bari-Sampdoria \| 0-1 \| 23 mag. \| \| 17 gen. \| 2-0 \| Bologna-Inter \| 1-3 \| 23 mag. \| \| 17 gen. \| 4-2 \| Fiorentina-Cagliari \| 1-1 \| 23 mag. \| \| 17 gen. \| 2-1 \| Milan-Perugia \| 2-1 \| 23 mag. \| \| 17 gen. \| 1-3 \| Parma-Lazio \| 1-2 \| 23 mag. \| \| 17 gen. \| 3-0 \| Roma-Vicenza \| 4-1 \| 23 mag. \| \| 17 gen. \| 1-1 \| Salernitana-Piacenza \| 1-1 \| 23 mag. \| \| 17 gen. \| 0-0 \| Udinese-Empoli \| 3-1 \| 23 mag. \| \| 17 gen. \| 1-1 \| Venezia-Juventus \| 2-3 \| 23 mag. \| |              |                      |               |               |
| andata (17ª) | andata (17ª) | 17ª giornata         | ritorno (34ª) | ritorno (34ª) |
| |              |                      |               |               |
| 17 gen. | 3-1          | Bari-Sampdoria       | 0-1           | 23 mag.       |
| 17 gen. | 2-0          | Bologna-Inter        | 1-3           | 23 mag.       |
| 17 gen. | 4-2          | Fiorentina-Cagliari  | 1-1           | 23 mag.       |
| 17 gen. | 2-1          | Milan-Perugia        | 2-1           | 23 mag.       |
| 17 gen. | 1-3          | Parma-Lazio          | 1-2           | 23 mag.       |
| 17 gen. | 3-0          | Roma-Vicenza         | 4-1           | 23 mag.       |
| 17 gen. | 1-1          | Salernitana-Piacenza | 1-1           | 23 mag.       |
| 17 gen. | 0-0          | Udinese-Empoli       | 3-1           | 23 mag.       |
| 17 gen. | 1-1          | Venezia-Juventus     | 2-3           | 23 mag.       |

| andata (17ª) | andata (17ª) | 17ª giornata         | ritorno (34ª) | ritorno (34ª) |
|              |              |                      |               |               |
| 17 gen.      | 3-1          | Bari-Sampdoria       | 0-1           | 23 mag.       |
| 17 gen.      | 2-0          | Bologna-Inter        | 1-3           | 23 mag.       |
| 17 gen.      | 4-2          | Fiorentina-Cagliari  | 1-1           | 23 mag.       |
| 17 gen.      | 2-1          | Milan-Perugia        | 2-1           | 23 mag.       |
| 17 gen.      | 1-3          | Parma-Lazio          | 1-2           | 23 mag.       |
| 17 gen.      | 3-0          | Roma-Vicenza         | 4-1           | 23 mag.       |
| 17 gen.      | 1-1          | Salernitana-Piacenza | 1-1           | 23 mag.       |
| 17 gen.      | 0-0          | Udinese-Empoli       | 3-1           | 23 mag.       |
| 17 gen.      | 1-1          | Venezia-Juventus     | 2-3           | 23 mag.       |

## Spareggi

### Spareggio per il 6º posto
Lo spareggio servì a determinare, tra le due formazioni a pari merito, quale avrebbe occupato il sesto posto, con qualificazione diretta alla Coppa UEFA 1999-2000 per la vincente, e quale il settimo, relegando alla disputa dell'accessoria Coppa Intertoto UEFA 1999 la perdente.
|          | Risultati |          | Luogo e data           |
| -------- | --------- | -------- | ---------------------- |
| Udinese  | 0-0       | Juventus | Udine, 28 maggio 1999  |
| Juventus | 1-1       | Udinese  | Torino, 31 maggio 1999 |
|          |           |          |                        |

## Statistiche

### Squadre

#### Capoliste solitarie
|    | —— | ——         | ——         | ——         | ——         | ——  | ——         | ——         | ——         | ——         | ——         | ——         | ——         | ——         | ——  | ——         | ——         | ——         | ——         | ——  | ——    | ——    | ——    | ——    | ——    | ——    | ——    | ——    | ——    | ——    | ——    | ——    | ——    | —— |  |
|    |    | Fiorentina | Fiorentina | Fiorentina | Fiorentina | Juv | Fiorentina | Fiorentina | Fiorentina | Fiorentina | Fiorentina | Fiorentina | Fiorentina | Fiorentina |     | Fiorentina | Fiorentina | Fiorentina | Fiorentina |     | Lazio | Lazio | Lazio | Lazio | Lazio | Lazio | Lazio | Lazio | Lazio | Lazio | Lazio | Milan | Milan |    |  |
|    |    |            |            |            |            |     |            |            |            |            |            |            |            |            |     |            |            |            |            |     |       |       |       |       |       |       |       |       |       |       |       |       |       |    |  |
|    |    |            |            |            |            |     |            |            |            |            |            |            |            |            |     |            |            |            |            |     |       |       |       |       |       |       |       |       |       |       |       |       |       |    |  |
| 1ª | 2ª | 3ª         | 4ª         | 5ª         | 6ª         | 7ª  | 8ª         | 9ª         | 10ª        | 11ª        | 12ª        | 13ª        | 14ª        | 15ª        | 16ª | 17ª        | 18ª        | 19ª        | 20ª        | 21ª | 22ª   | 23ª   | 24ª   | 25ª   | 26ª   | 27ª   | 28ª   | 29ª   | 30ª   | 31ª   | 32ª   | 33ª   | 34ª   |    |  |

#### Primati stagionali
- Maggior numero di partite vinte: Lazio, Milan (20)
- Minor numero di partite perse: Milan (4)
- Maggior numero di pareggi: Bari (15)
- Minor numero di partite vinte: Empoli (4)
- Maggior numero di partite perse: Empoli (20)
- Minor numero di pareggi: Perugia, Udinese (6)
- Miglior attacco: Roma (69 reti all'attivo)
- Miglior difesa: Lazio (31 reti al passivo)
- Miglior differenza reti: Lazio (+34)
- Peggior attacco: Empoli (26 reti all'attivo)
- Peggior difesa: Empoli (63 reti al passivo)
- Peggior differenza reti: Empoli (−37)
- Partita con più reti segnate: Piacenza - Parma 3-6, Roma - Inter 4-5 (9)
- Partita con il maggior scarto di reti: Cagliari - Sampdoria 5-0, Piacenza - Bologna 5-0, Lazio - Salernitana 6-1 (5)

### Individuali

#### Classifica marcatori
| Gol | Rigori |  | Giocatore         | Squadra    |
| --- | ------ |  | ----------------- | ---------- |
| 22  | 7      |  | Márcio Amoroso    | Udinese    |
| 21  |        |  | Gabriel Batistuta | Fiorentina |
| 19  | 2      |  | Oliver Bierhoff   | Milan      |
| 18  |        |  | Marco Delvecchio  | Roma       |
| 16  | 2      |  | Roberto Muzzi     | Cagliari   |
| 16  | 1      |  | Hernán Crespo     | Parma      |
| 15  | 2      |  | Giuseppe Signori  | Bologna    |
| 15  | 2      |  | Marcelo Salas     | Lazio      |
| 15  | 8      |  | Simone Inzaghi    | Piacenza   |
| 14  | 7      |  | Ronaldo           | Inter      |
| 13  |        |  | Filippo Inzaghi   | Juventus   |

## Media spettatori
Media spettatori della Serie A 1998-99: 30 840
| Club        | Pos. | Media  |
| ----------- | ---- | ------ |
| Inter       | 1    | 68.459 |
| Milan       | 2    | 57.760 |
| Roma        | 3    | 54.309 |
| Lazio       | 4    | 53.184 |
| Juventus    | 5    | 47.164 |
| Fiorentina  | 6    | 35.037 |
| Salernitana | 7    | 32.218 |
| Bologna     | 8    | 28.848 |
| Parma       | 9    | 24.328 |
| Udinese     | 10   | 23.384 |
| Cagliari    | 11   | 21.422 |
| Bari        | 12   | 21.227 |
| Sampdoria   | 13   | 20.463 |
| Perugia     | 14   | 17.157 |
| Vicenza     | 15   | 16.143 |
| Piacenza    | 16   | 11.816 |
| Empoli      | 17   | 11.292 |
| Venezia     | 18   | 10.919 |